# Pavlinski samostan u Đurđinu
Pavlinski samostan u Đurđinu je bio rimokatolički samostan koji je postojao tijekom srednjeg vijeka u bačkom selu Đurđinu. Nalazio se XIII–XIV. st. na predjelu Pavlovcu, šest kilometara od mjesta gdje se danas nalazi naselje Đurđin, na današnjem salašu Vece Čovića, potomka Đene Dulića, osnivača i prvog predsjednika najstarije kulturne ustanove u Bačkoj Pučke kasine.
Pripadao je redu pavlina. Kad je samostan prestao postojati 1598., redovnici su otišli sjevernije na sjever Ugarske u Ostrogon.
Prema pučkoj predaji ovdje se čuvala slika Majke Božje – Crne Gospe. Kad je osmanska vojska srušila samostan i protjerala njegove stanovnike, kršćani su sklonili sliku na sigurno. Skrivali su ju po okolnim rasutim salašima. 1692. su je godine predali ocima franjevcima u Suboticu, gdje se i danas nalazi.
Od 2001. se godina na salašu Vece Čovića, na mjestu nekadašnjeg samostana, održava proštenje Crne Gospe, a za dan proštenja određena je prva nedjelja nakon najvećeg Marijinog blagdana – Uznesenja BDM.